# Złoty Lew
Złoty Lew (wł. Leone d’oro) – główna nagroda filmowa przyznawana corocznie dla najlepszego filmu konkursowego na MFF w Wenecji. Nagroda została ustanowiona przez komitet organizacyjny festiwalu w 1949.
Od 1970 zaczęto na festiwalu przyznawać również Honorowego Złotego Lwa – nagrodę za całokształt twórczości, przeznaczoną dla wybitnych twórców kina światowego. Od 1974 Złote Lwy przyznaje się na Międzynarodowym Biennale Sztuki, a od 1978 – także na Międzynarodowym Biennale Architektury.

## Historia nagrody
Prekursorem Złotego Lwa w latach 1934–1942 był Puchar Mussoliniego (Coppa Mussolini), przyznawany dla najlepszego filmu włoskiego i zagranicznego. Pod koniec wojny, w latach 1943–1945, festiwal nie odbywał się.
W latach 1946–1948 najważniejszą nagrodą festiwalu była Wenecka Międzynarodowa Nagroda Główna (Gran Premio Internazionale di Venezia). W 1949 zmieniono ją na Złotego Lwa Świętego Marka – nazwa ta funkcjonowała do 1953. Później był to już po prostu Złoty Lew. Od tamtej pory nagroda ma formę statuetki uskrzydlonego lwa, który odnosi się do flagi Republiki Weneckiej.
Przez całą dekadę, w latach 1969-1979, nagrody nie przyznawano. Według oficjalnej strony festiwalu, Złoty Lew dla radykalnego niemieckiego filmu eksperymentalnego Artyści pod kopułą cyrku: bezradni (1968) Alexandra Kluge oraz ogólna atmosfera roku 1968 spowodowały dziesięcioletnią przerwę w przyznawaniu nagrody, gdyż festiwal oskarżano o kontynuowanie faszystowskich tradycji.

## Statystyki

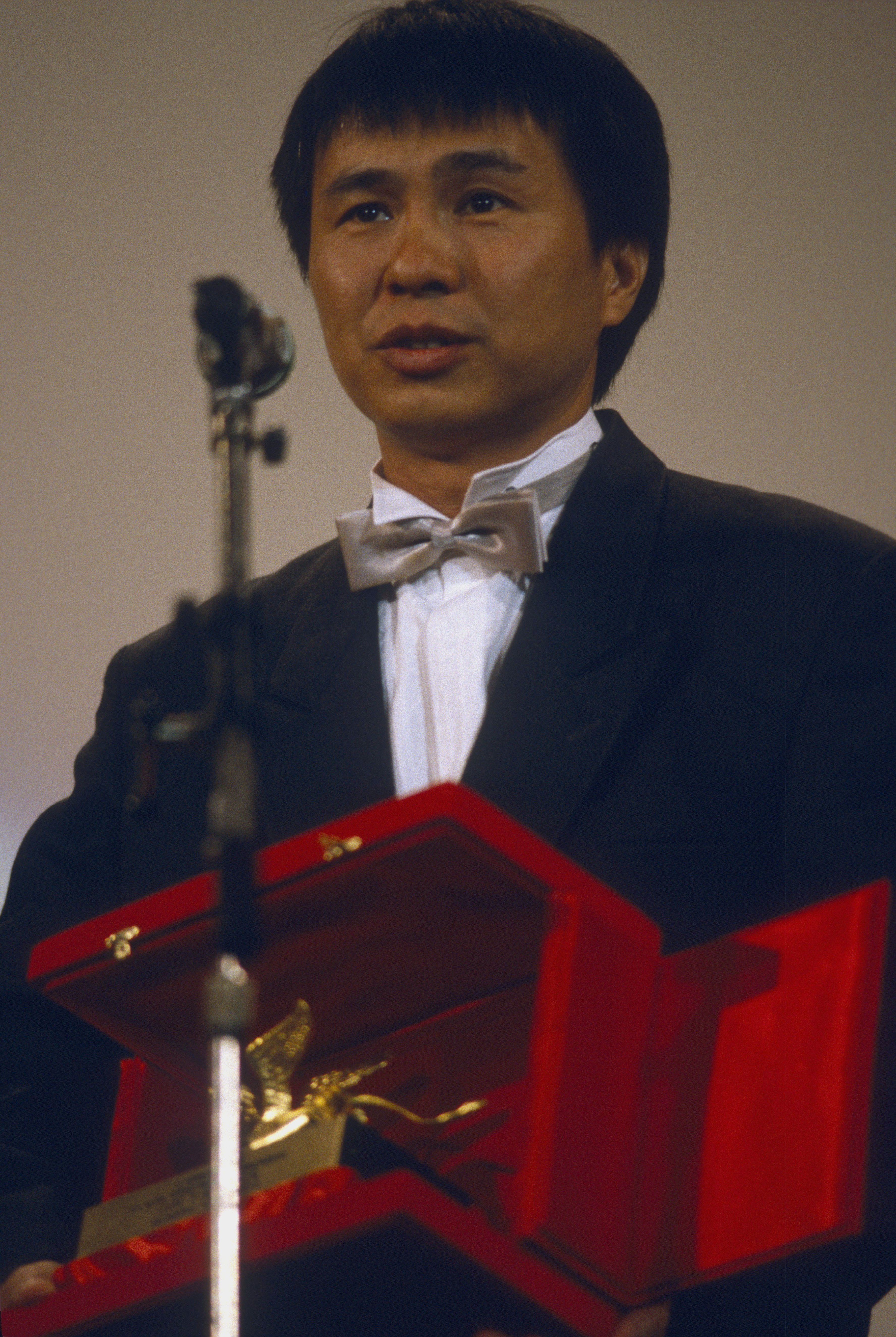
Tajwańczyk Hou Hsiao-hsien ze Złotym Lwem za film Miasto smutku (1989).

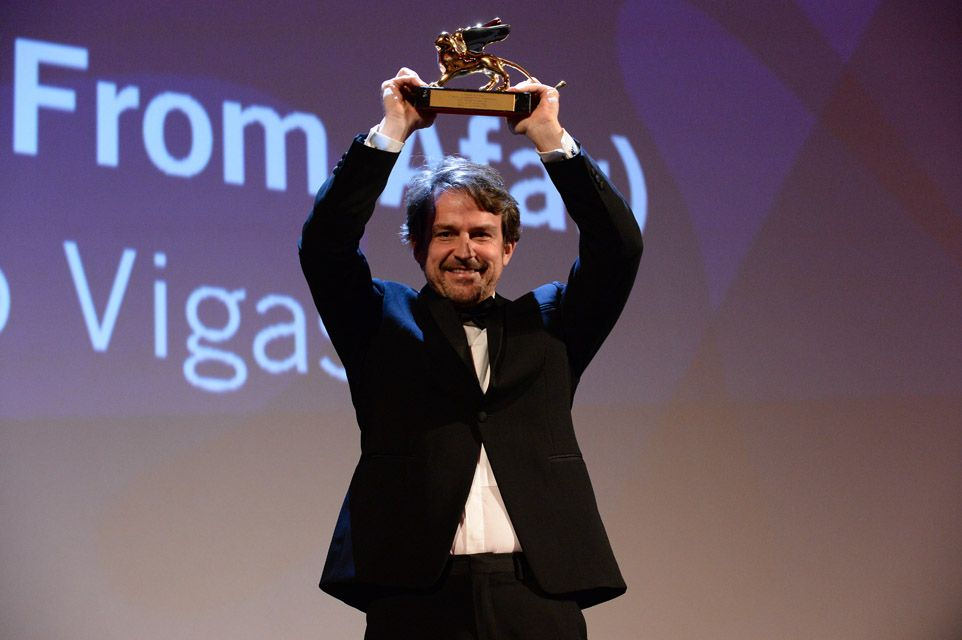
Wenezuelczyk Lorenzo Vigas ze Złotym Lwem za film Z daleka (2015).

Najwięcej filmów wyróżnionych Złotym Lwem pochodziło z Francji (12 tytułów) i Włoch (11). Na kolejnych miejscach plasuje się kinematografia amerykańska (10 wygranych) i chińska (4). Siedmiokrotnie reżyserami filmów nagrodzonych były kobiety: Margarethe von Trotta, Agnès Varda, Mira Nair, Sofia Coppola, Chloé Zhao, Audrey Diwan i Laura Poitras. Jedynymi filmami dokumentalnymi, którym udało się zdobyć Złotego Lwa były Rzymska aureola (2013) Gianfranco Rosiego oraz Całe to piękno i krew (2022) Laury Poitras.
Jak dotychczas czterech reżyserów uhonorowano Złotym Lwem dwukrotnie. Do elitarnego grona podwójnych zwycięzców należą:
- Francuz André Cayatte – nagrody za filmy Sprawiedliwości stało się zadość (1950) i Przejście Renu (1960)
- Francuz  Louis Malle – za filmy Atlantic City (1980) i Do zobaczenia, chłopcy (1987)
- Chińczyk Zhang Yimou – za filmy Historia Qiu Ju (1992) i Wszyscy albo nikt (1999)
- Tajwańczyk Ang Lee – za filmy Tajemnica Brokeback Mountain (2005) i Ostrożnie, pożądanie (2007).

Dwukrotnie otrzymali tę nagrodę polscy twórcy filmowi: Krzysztof Zanussi za Rok spokojnego słońca (1984) i Krzysztof Kieślowski za Trzy kolory. Niebieski (1993).
Zestawienie państw, których filmy zdobywały Złotego Lwa lub analogiczną Wenecką Międzynarodową Nagrodę Główną (Gran Premio Internazionale di Venezia), przyznawaną w latach 1946-1948 (stan na październik 2024), przedstawia się następująco:
| Państwo            | Złoty Lew |
| ------------------ | --------- |
| Francja            | 12        |
| Włochy             | 11        |
| Stany Zjednoczone  | 10        |
| Chiny              | 4         |
| Wielka Brytania    | 4         |
| Japonia            | 3         |
| RFN                | 3         |
| Indie              | 2         |
| Irlandia           | 2         |
| Rosja              | 2         |
| Tajwan             | 2         |
| ZSRR               | 2         |
| Czechosłowacja     | 1         |
| Dania              | 1         |
| Filipiny           | 1         |
| Hiszpania          | 1         |
| Izrael             | 1         |
| Kanada             | 1         |
| Korea Południowa   | 1         |
| Meksyk             | 1         |
| Macedonia Północna | 1         |
| Polska             | 2         |
| Szwecja            | 1         |
| Wenezuela          | 1         |
| Wietnam            | 1         |

## Laureaci Złotego Lwa
| Rok        | Film                                                                                                  | Reżyser                  | Kraj pochodzenia         |
| ---------- | --- | ------------------------ | ------------------------ |
| 1946       | Południowiec (The Southerner)                                                                         | Jean Renoir              | Stany Zjednoczone*       |
| 1947       | Syrena (Siréna)                                                                                       | Karel Steklý             | Czechosłowacja*          |
| 1948       | Hamlet                                                                                                | Laurence Olivier         | Wielka Brytania*         |
| 1949       | Manon                                                                                                 | Henri-Georges Clouzot    | Francja*                 |
| 1950       | Sprawiedliwości stało się zadość (Justice est faite)                                                  | André Cayatte            | Francja                  |
| 1951       | Rashōmon (羅生門)                                                                                     | Akira Kurosawa           | Japonia*                 |
| 1952       | Zakazane zabawy (Jeux interdits)                                                                      | René Clément             | Francja                  |
| 1953       | Nagrody nie przyznano.                                                                                | Nagrody nie przyznano.   | Nagrody nie przyznano.   |
| 1954       | Romeo i Julia (Romeo and Juliet)                                                                      | Renato Castellani        | Włochy*                  |
| 1955       | Słowo (Ordet)                                                                                         | Carl Theodor Dreyer      | Dania*                   |
| 1956       | Nagrody nie przyznano.                                                                                | Nagrody nie przyznano.   | Nagrody nie przyznano.   |
| 1957       | Nieugięty (অপরাজিত / Aparajito)                                                                         | Satyajit Ray             | Indie*                   |
| 1958       | Ryksiarz (無法松の一生 / Muhomatsu no issho)                                                          | Hiroshi Inagaki          | Japonia                  |
| 1959       | Generał della Rovere (Il generale della Rovere)                                                       | Roberto Rossellini       | Włochy                   |
| 1959       | Wielka wojna (La grande guerra)                                                                       | Mario Monicelli          | Włochy                   |
| 1960       | Przejście Renu (Le passage du Rhin)                                                                   | André Cayatte            | Francja                  |
| 1961       | Zeszłego roku w Marienbadzie (L’année dernière à Marienbad)                                           | Alain Resnais            | Francja                  |
| 1962       | Kronika rodzinna (Cronaca familiare)                                                                  | Valerio Zurlini          | Włochy                   |
| 1962       | Dziecko wojny (Иваново детство / Iwanowo dietstwo)                                                    | Andriej Tarkowski        | ZSRR*                    |
| 1963       | Ręce nad miastem (Le mani sulla città)                                                                | Francesco Rosi           | Włochy                   |
| 1964       | Czerwona pustynia (Il deserto rosso)                                                                  | Michelangelo Antonioni   | Włochy                   |
| 1965       | Błędne gwiazdy Wielkiej Niedźwiedzicy (Vaghe stelle dell’Orsa...)                                     | Luchino Visconti         | Włochy                   |
| 1966       | Bitwa o Algier (La battaglia di Algeri)                                                               | Gillo Pontecorvo         | Włochy                   |
| 1967       | Piękność dnia (Belle de jour)                                                                         | Luis Buñuel              | Francja                  |
| 1968       | Artyści pod kopułą cyrku: bezradni (Die Artisten in der Zirkuskuppel: Ratlos)                         | Alexander Kluge          | RFN*                     |
| 1969- 1979 | Nagrody nie przyznawano.                                                                              | Nagrody nie przyznawano. | Nagrody nie przyznawano. |
| 1980       | Atlantic City                                                                                         | Louis Malle              | Kanada                   |
| 1980       | Gloria                                                                                                | John Cassavetes          | Stany Zjednoczone        |
| 1981       | Czas ołowiu (Die bleierne Zeit)                                                                       | Margarethe von Trotta    | RFN                      |
| 1982       | Stan rzeczy (Die Stand der Dinge)                                                                     | Wim Wenders              | RFN                      |
| 1983       | Imię: Carmen (Prénom Carmen)                                                                          | Jean-Luc Godard          | Francja                  |
| 1984       | Rok spokojnego słońca                                                                                 | Krzysztof Zanussi        | Polska*                  |
| 1985       | Bez dachu i praw (Sans toit ni loi)                                                                   | Agnès Varda              | Francja                  |
| 1986       | Zielony promień (Le rayon vert)                                                                       | Éric Rohmer              | Francja                  |
| 1987       | Do zobaczenia, chłopcy (Au revoir les enfants)                                                        | Louis Malle              | Francja                  |
| 1988       | Legenda o świętym pijaku (La leggenda del santo bevitore)                                             | Ermanno Olmi             | Włochy                   |
| 1989       | Miasto smutku (悲情城市 / Bēiqíng chéngshì)                                                           | Hou Hsiao-hsien          | Tajwan*                  |
| 1990       | Rosencrantz i Guildenstern nie żyją (Rosencrantz & Guildenstern Are Dead)                             | Tom Stoppard             | Wielka Brytania          |
| 1991       | Urga (Урга)                                                                                           | Nikita Michałkow         | ZSRR                     |
| 1992       | Historia Qiu Ju ( 秋菊打官司 / Qiū Jú dǎ guān sī)                                                     | Zhang Yimou              | Chiny*                   |
| 1993       | Na skróty (Short Cuts)                                                                                | Robert Altman            | Stany Zjednoczone        |
| 1993       | Trzy kolory. Niebieski (Trois couleurs: Bleu)                                                         | Krzysztof Kieślowski     | Francja                  |
| 1994       | Niech żyje miłość (爱情万岁 / Aiqing wansui)                                                          | Tsai Ming-liang          | Tajwan                   |
| 1994       | Przed deszczem (Пред дождот / Pred doždot)                                                            | Miłczo Manczewski        | Macedonia Północna*      |
| 1995       | Rykszarz (Xích lô)                                                                                    | Trần Anh Hùng            | Wietnam*                 |
| 1996       | Michael Collins                                                                                       | Neil Jordan              | Irlandia*                |
| 1997       | Hana-bi (はなび)                                                                                      | Takeshi Kitano           | Japonia                  |
| 1998       | Echa dzieciństwa (Così ridevano)                                                                      | Gianni Amelio            | Włochy                   |
| 1999       | Wszyscy albo nikt (一个都不能少 / Yī gè dōu bù néng shǎo)                                             | Zhang Yimou              | Chiny                    |
| 2000       | Krąg (دایره / Dayereh)                                                                                | Dżafar Panahi            | Iran*                    |
| 2001       | Monsunowe wesele (Monsoon Wedding)                                                                    | Mira Nair                | Indie                    |
| 2002       | Siostry magdalenki (The Magdalene Sisters)                                                            | Peter Mullan             | Irlandia                 |
| 2003       | Powrót (Возвращение / Wozwraszczenije)                                                                | Andriej Zwiagincew       | Rosja*                   |
| 2004       | Vera Drake                                                                                            | Mike Leigh               | Wielka Brytania          |
| 2005       | Tajemnica Brokeback Mountain (Brokeback Mountain)                                                     | Ang Lee                  | Stany Zjednoczone        |
| 2006       | Martwa natura (三峡好人 / Sānxiá hǎorén)                                                              | Jia Zhangke              | Chiny                    |
| 2007       | Ostrożnie, pożądanie (色，戒 / Sè, jiè)                                                               | Ang Lee                  | Chiny                    |
| 2008       | Zapaśnik (The Wrestler)                                                                               | Darren Aronofsky         | Stany Zjednoczone        |
| 2009       | Liban (לבנון / Lebanon)                                                                               | Samuel Maoz              | Izrael*                  |
| 2010       | Somewhere. Między miejscami (Somewhere)                                                               | Sofia Coppola            | Stany Zjednoczone        |
| 2011       | Faust (Фауст)                                                                                         | Aleksandr Sokurow        | Rosja                    |
| 2012       | Pieta (피에타)                                                                                        | Kim Ki-duk               | Korea Południowa*        |
| 2013       | Rzymska aureola (Sacro GRA)                                                                           | Gianfranco Rosi          | Włochy                   |
| 2014       | Gołąb przysiadł na gałęzi i rozmyśla o istnieniu (En duva satt på en gren och funderade på tillvaron) | Roy Andersson            | Szwecja*                 |
| 2015       | Z daleka (Desde allá)                                                                                 | Lorenzo Vigas            | Wenezuela*               |
| 2016       | Kobieta, która odeszła (Ang babaeng humayo)                                                           | Lav Diaz                 | Filipiny*                |
| 2017       | Kształt wody (The Shape of Water)                                                                     | Guillermo del Toro       | Stany Zjednoczone        |
| 2018       | Roma                                                                                                  | Alfonso Cuarón           | Meksyk*                  |
| 2019       | Joker                                                                                                 | Todd Phillips            | Stany Zjednoczone        |
| 2020       | Nomadland                                                                                             | Chloé Zhao               | Stany Zjednoczone        |
| 2021       | Zdarzyło się (L'événement)                                                                            | Audrey Diwan             | Francja                  |
| 2022       | Całe to piękno i krew (All the Beauty and the Bloodshed)                                              | Laura Poitras            | Stany Zjednoczone        |
| 2023       | Biedne istoty (Poor Things)                                                                           | Jorgos Lantimos          | Wielka Brytania          |
| 2024       | W pokoju obok (The Room Next Door)                                                                    | Pedro Almodóvar          | Hiszpania*               |

*Pierwsza wygrana dla danej kinematografii.